# Рідинна біопсія
Рідинна біопсія, також відома як рідинна біопсія або біопсія рідинної фази, - це забір та аналіз нетвердих біологічних тканин, в першу чергу крові. Як і традиційна біопсія, цей метод в основному використовується як інструмент діагностики та моніторингу таких захворювань, як рак, з додатковою перевагою, що полягає в тому, що він є в основному неінвазивним. Тому його також можна проводити частіше, що дозволяє краще відстежувати пухлини і мутації протягом тривалого часу. Вона також може бути використана для перевірки ефективності ліків для лікування раку шляхом взяття декількох зразків рідкої біопсії протягом декількох тижнів. Технологія також може виявитися корисною для пацієнтів після лікування для моніторингу рецидиву.
Клінічне застосування рідинної біопсії ще не набуло широкого розповсюдження, але в деяких областях стає стандартом надання медичної допомоги.

## Види
Існує кілька типів методів рідинної біопсії; вибір методу залежить від стану, який вивчається.
- У дослідженнях раку збирають циркулюючі пухлинні клітини (ЦПК) та/або циркулюючу пухлинну ДНК (ктДНК).
- При діагностиці серцевого нападу відбираються зразки циркулюючих ендотеліальних клітин (ЦЕК).
- Для пренатальної діагностики з крові матері виділяють безклітинну ДНК плода (cffDNA). Амніотична рідина також може бути вилучена та проаналізована.
- Широкий спектр біомаркерів може бути вивчений для виявлення або моніторингу інших захворювань. Наприклад, виділення протопорфірину IX із зразків крові може бути використано як діагностичний інструмент атеросклерозу. При дослідженні центральної нервової системи замість крові може відбиратися спинномозкова рідина.

## Механізм
Циркулююча пухлинна ДНК (ктДНК) відноситься до ДНК, що виділяється раковими клітинами в кровотік. Ракові мутації в ктДНК відображають ті, що виявляються в традиційних біопсіях пухлин, що дозволяє використовувати їх як молекулярні біомаркери для відстеження захворювання. Вчені можуть очистити, а потім проаналізувати ктДНК за допомогою секвенування наступного покоління (NGS) або методів, заснованих на ПЛР, таких як цифрова ПЛР. Методи, засновані на NGS, дають всебічне уявлення про генетичний склад раку і особливо корисні в діагностиці, в той час як цифрова ПЛР пропонує більш цілеспрямований підхід, особливо добре підходить для виявлення мінімальних залишкових захворювань, а також для моніторингу відповіді на лікування і прогресування захворювання. Недавній прогрес в епігенетиці розширив використання рідинної біопсії для виявлення раку на ранніх стадіях, в тому числі за допомогою таких підходів, як визначення ймовірності раку в плазмі (CLiP).
Рідкі біопсії можуть виявити зміни в пухлинному тягарі за місяці або роки до того, як це можуть зробити звичайні візуалізаційні тести, що робить їх придатними для раннього виявлення пухлин, моніторингу та виявлення мутацій резистентності. Очікується, що зростання впровадження NGS в різних галузях досліджень, розвиток NGS та збільшення впровадження персоналізованої медицини сприятимуть зростанню світового ринку рідинних біопсій.

## Клінічне застосування
Метод CellSearch для підрахунку циркулюючих пухлинних клітин при метастатичному раку молочної залози, метастатичному раку товстої кишки та метастатичному раку передміхурової залози був валідований та схвалений FDA як корисний прогностичний метод.
Рідинна біопсія для аналізу ктДНК при EGFR-мутованому раку легень схвалена FDA.